# Springvale, New South Wales
Springvale är en förort till Wagga Wagga i Australien. Den ligger i delstaten New South Wales, i den sydöstra delen av landet, omkring 380 kilometer väster om delstatshuvudstaden Sydney.